# پل بنگ
پل بانگ (دانمارکی: Poul Bang؛ ‏ ۱۷ فوریهٔ ۱۹۰۵ – ۶ ژوئیهٔ ۱۹۶۷) کارگردان و تهیه‌کننده اهل دانمارک بود. وی بین سال‌های ۱۹۳۲ تا ۱۹۶۷ میلادی فعالیت می‌کرد.
از فیلم‌هایی که وی در آن‌ها نقش داشته‌است، می‌توان به مسافرخانه شناور و آژیر اشاره نمود.